# أي إم-1
أي إم-1 (بالإنجليزيةIM-1)، وتسمى أيضًا TO2-IM، هي مهمة تابعة لبرنامج الخدمات التجارية للحمولة القمرية التابع لوكالة الفضاء ناسا هبطت على سطح القمر في 22 فبراير 2024، والتي تُعد أول هبوط تجاري ناجح على سطح القمر. بالرغم من أن مركبة الهبوط انقلبت على جانبها عند الهبوط. وهذا لا يؤثر على إكمال المهمة حيث أن جميع الأدوات تعمل، وبالتالي كانت هذه مهمة ناجحة. يجري حاليًا مراجعة البيانات الواردة من مركبة الهبوط. صممت شركة الطيران الأمريكية Intuitive Machines مركبات الهبوط على القمر من الفئة نوفا-سي Nova-C، وطورت مركبة الهبوط القمرية IM-1 Odysseus التي هبطت على سطح القمر.
تحمل أوديسيوس ست حمولات طورتها وكالة ناسا بالإضافة إلى حمولات أخرى من عملاء تجاريين وتعليميين.

## الخلفية
في ديسمبر 2017، أشار التوقيع على توجيه سياسة الفضاء رقم 1 إلى نية إعادة إرسال رواد فضاء إلى القمر. وتشير مقتطفات من وثائق ناسا التي حصلت عليها صحيفة نيويورك تايمز إلى أن الوكالة ستعطي الأولوية لقطاع رحلات الفضاء الخاصة. في نوفمبر 2018، أعلنت ناسا عن برنامج الخدمات التجارية للحمولة القمرية، حيث اختارت تسع شركات لحمل الحمولات للوكالة. في مايو 2019، أعلنت وكالة ناسا أن شركة Astrobotic Technology وشركة Intuitive Machines وشركة Orbit Beyond ستطور مركبات هبوط على سطح القمر، ومنحت شركة Intuitive Machines مبلغ قدره 77 مليون دولار أمريكي. دُفع 118 مليون دولار أمريكي لشركة Intuitive Machines لتطوير مركبة الهبوط القمرية Odysseus المستخدمة في مهمة IM-1.
جاءت مهمة IM-1 في فبراير 2024 في أعقاب مهمة Peregrine التي قامت بها شركة Astrobotic Technology، والتي جرى إطلاقها في يناير 2024. أُلغي هبوط Peregrine في Gruithuisen Domes عندما لوحظ تسرب للوقود الدافع بعد الإطلاق، وجرى توجيه المركبة الفضائية للعودة إلى الغلاف الجوي للأرض.

## أجهزة المهمة
جُهزت أوديسيوس بستة أدوات طورتها وكالة ناسا، بما في ذلك مصفوفة عاكس الليزر، وجهاز ليدار، وكاميرا ستيريو، وجهاز استقبال راديو منخفض التردد، ومنارة Lunar Node-1، وأداة لمراقبة مستويات الوقود. بالإضافة إلى ذلك، كان على متنها كاميرا صنعها الطلاب في جامعة إمبري ريدل للطيران في دايتونا بيتش، ومقراب قمري مخطط له، ومشروع فني لجيف كونز. تشتمل الحمولات في المجمل على ستة أدوات علمية تابعة لناسا وستة أدوات تجارية (خمسة منها علمية وواحدة ثقافية).
هبطت أوديسيوس في حفرة Malapert-A وستبقى نشطة هناك لمدة أسبوع تقريبًا، قبل غروب الشمس في موقع الهبوط. مركبة الهبوط أوديسيوس ليست مصممة للعمل في الليلة القمرية التي تستمر حوالي أسبوعين.
تحتوي مركبة الهبوط على شريحة تحتوي على أعمال 200 فنان، بما في ذلك أعمال بابلو بيكاسو ومايكل أنجلو وجيف كونز وبرام ريندرز. تحمل مركبة الهبوط منحوتة مراحل القمر لجيف كونز ضمن حمولتها. وهذا هو أول عمل نحت يصل إلى القمر منذ أن وُضع تمثال رائد الفضاء الفقيد لبول فان هويدونك على القمر بواسطة ديفيد سكوت في رحلة أبولو 15 عام 1971. يصف كونز مراحل القمر بأنها "125 منحوتة قمرية مصغرة، يبلغ قطر كل منها حوالي بوصة واحدة."
تحمل مركبة الهبوط أيضًا المكتبة القمرية من مؤسسة Arch Mission Foundation، والتي تحتوي على ويكيبيديا الإنجليزية، ومحتوى مهمة GLL Lunaprise. شعار المهمة Adtigo Planitia Lunae يعني "وصلت إلى سهول القمر".
جرى أيضًا تضمين حمولة مقياس كتلة التردد الراديوي (RFMG) لتقدير كمية الوقود الدافع المتوفرة أثناء مهمة IM-1. وهذا هو أول اختبار طويل الأمد لمقياس RFMG على مركبة فضائية مستقلة.
| اسم                                                                          | الوكالة/الشركة                  | النوع         | تفاصيل |
| ---------------------------------------------------------------------------- | ------------------------------- | ------------- | --- |
| نوفا-سي أوديسيوس                                                             | Intuitive Machines              | الهبوط القمري | هو عنصر الهبوط للمهمة. ويوفر أيضا الدعم للمعدات. |
| ILO-X                                                                        | International Lunar Observatory | أداة          | |
| مصفوفة عاكس الليزر الرجعية                                                   | ناسا                            | أداة          | مجموعة من ثمانية عاكسات رجعية تتيح تحديد المدى بالليزر الدقيق، وهو قياس المسافة بين المركبة الفضائية التي تدور أو تهبط إلى العاكس الموجود على مركبة الهبوط. المصفوفة هي أداة بصرية سلبية وستعمل كعلامة موقع دائمة على القمر لعقود قادمة.                      |
| ملاحة دوبلر ليدار للسرعة الدقيقة واستشعار المدى                              | ناسا                            | أداة          | |
| العقدة القمرية 1 موضِّح الملاحة                                                | ناسا                            | أداة          | تجربة صغيرة بحجم CubeSat ستُظهر الملاحة المستقلة التي يمكن أن تستخدمها مركبات الهبوط المستقبلية، والبنية التحتية السطحية، ورواد الفضاء، مما يؤكد رقميًا مواقعهم على القمر مقارنة بالمركبات الفضائية الأخرى أو المحطات الأرضية أو المركبات الجوالة أثناء التنقل. |
| كاميرات ستيريو لدراسات سطح القمر                                             | ناسا                            | أداة          | مجموعة من أربع كاميرات صغيرة لالتقاط صور توضح كيف يتغير سطح القمر من التفاعلات مع عمود محرك المركبة الفضائية أثناء الهبوط وبعده. |
| عمليات رصد الموجات الراديوية على سطح القمر للغلاف الإلكتروني الضوئي (ROLSES) | ناسا / جامعة كولورادو بولدر     | أداة          | ستقوم الأداة بمراقبة بيئة سطح القمر في الترددات الراديوية، لتحديد كيفية تفاعل النشاط الطبيعي والنشاط البشري بالقرب من السطح مع العلوم التي تجري هناك ويمكن أن تتداخل معها.                                                                                    |
| Tiger Eye 1 عين النمر 1                                                      | جامعة ولاية لويزيانا            | أداة          | |
| EagleCam إيجل كام                                                            | جامعة إمبري ريدل للطيران        | كيوبسات       | هو عن قمر صناعي مكعب جرى التخطيط له لتسجيل الهبوط بعد أن يقفز من IM-1 قبل الهبوط بحوالي 30 مترًا. |
| لونابرايز                                                                    | Galactic Legacy Labs            | أعمال تذكارية | |
| مكعب أطوار القمر                                                             | بيس فيرسو / 4سبيس / NFMoon      | منحوتة        | |

## أحداث المهمة

### قبل الانطلاق
في 31 يناير 2024، جرى تغليف المركبة الفضائية أوديسيوس في هيكل الحمولة لمركبة الإطلاق فالكون 9 بلوك 5. وفي 13 فبراير، نجحت مهمتان تدريبيتان على تحميل أوديسيوس بالوقود الدافع، وأعلن أن آي إم جاهزة للإطلاق.

### الإطلاق

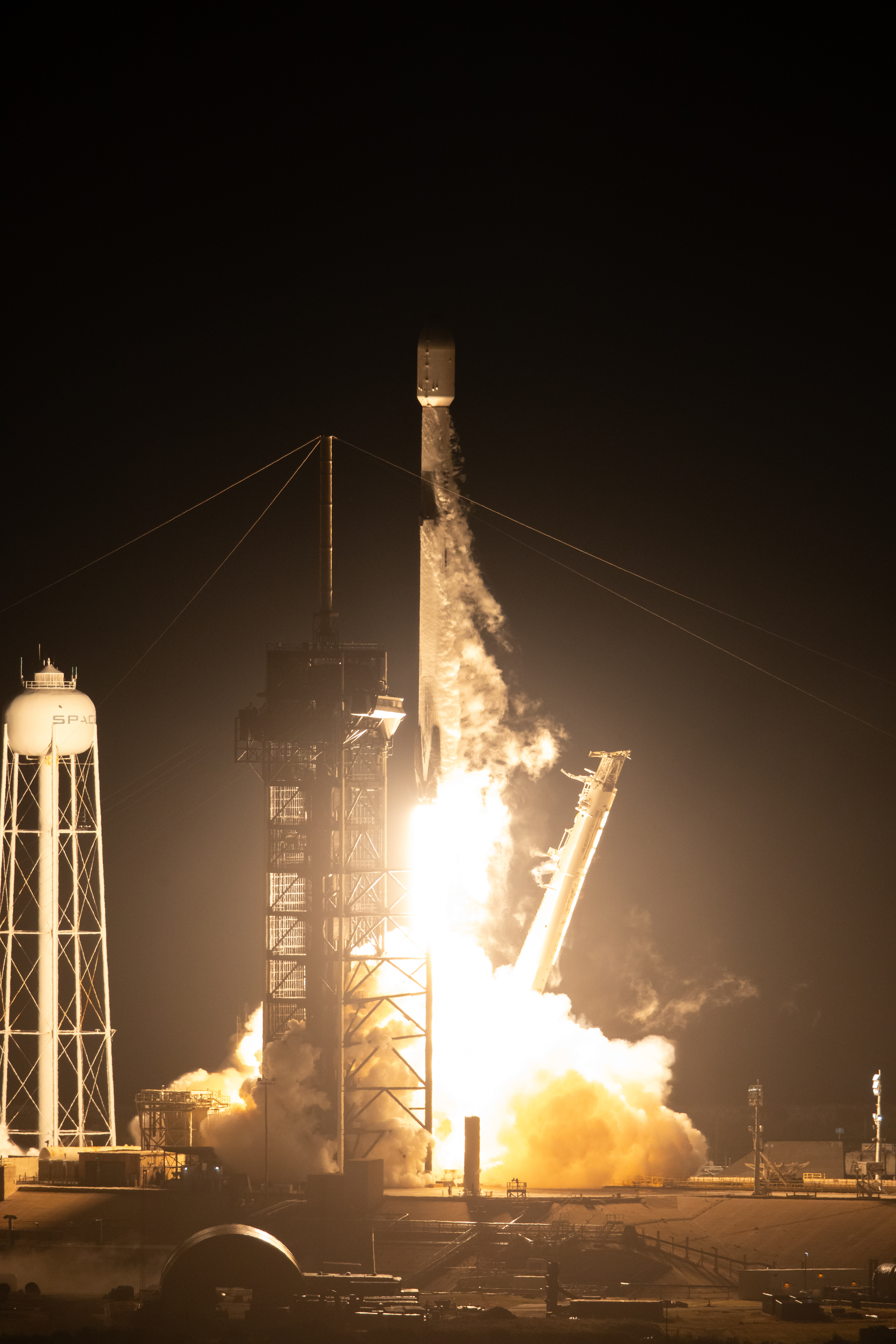
إطلاق فالكون 9 بلوك 5 من مجمع إطلاق مركز كينيدي للفضاء 39A.

انطلقت مركبة الإطلاق فالكون 9 بلوك 5 التي تحمل أوديسيوس من مجمع الإطلاق 39A بمركز كينيدي للفضاء في الساعة 06:05 بالتوقيت العالمي المنسق في 15 فبراير 2024. كان من المقرر إطلاقها في الأصل في 13 فبراير، لكن مؤسسة سبيس إكس SpaceX أجلت الإطلاق بعد الإبلاغ عن مشكلة فنية في الوقود الدافع المحمل على مركبة الهبوط.

### العمليات الأولى
بعد الانفصال عن مركبة الإطلاق، أجرى مركز عمليات Nova Control اتصالات مع مركبة الهبوط وأجرى فحوصات أولية. وقد جرى نشر الصور التي التقطتها المركبة الفضائية بعد انفصالها عن مركبة الإطلاق في 17 فبراير

### المناورة
كان من المقرر أن تقوم مركبة الهبوط بإجراء "الحرق التجريبي" للمحرك الرئيسي في 15 فبراير. ووصف ترينت مارتن، نائب رئيس شركة IM لأنظمة الفضاء، ذلك بأنه "خطوة حاسمة" للمهمة. بعد الإبلاغ عن المشكلات المتعلقة بجهاز تعقب النجوم وضبط وقت تبريد خط الأكسجين السائل، أبلغت IM عن عملية حرق ناجحة في 16 فبراير وأسفرت المناورة عن تغير في سرعة مركبة الهبوط قدره 21 م/ث (47 ميل/س).

### مناورات تصحيح المسار
خططت IM لما يصل إلى ثلاث مناورات لتعديل المسار خلال مرحلة ما بعد القمر من المهمة. انتهت المناورة الأولى في 18 فبراير، وبعد المناورة الثانية في 20 فبراير، لم تكن هناك حاجة للمناورة الثالثة.
في 20 فبراير، ذكرت آي إم أن مركبة أوديسيوس أكملت حوالي 72% من رحلتها إلى سطح القمر.

### المدار القمري
أجرت أوديسيوس مناورة لدخول مدار القمر (lunar orbit insertion LOI) في 21 فبراير، مما أدى إلى تغيير سرعتها بمقدار 800 م/ث (1,800 ميل/س). ذكرت IM أن مناورة دخول القمر للمحرك الرئيسي لمدة 408 ثانية قد وضعت مركبة الهبوط في مدار قمري بطول 92 كم (57 ميلاً). وفي 22 فبراير، أشارت IM إلى أن "مناورة التصحيح القمري" قد رفعت المدار.
ثم أمضت مركبة الهبوط ما يقرب من 24 ساعة في الدوران حول القمر قبل هبوطها على سطح القمر في 22 فبراير وبينما كانت أوديسيوس لا تزال في المدار في 21 فبراير، أرسلت صورًا عالية الدقة لسطح القمر.
قامت IM بتعديل معلمات حرق الهبوط بناءً على البيانات الواردة من حرق الدخول للمدار القمري. وأشارت IM إلى أن المخاطر التي حدثت خلال مرحلة الهبوط على سطح القمر للمهمة ستشكل "تحديًا". أشار تقرير لاحق إلى أنه أثناء تحضير مركبة الهبوط للهبوط إلى السطح، قرر مراقبو المهمة أن مفتاح الأمان في نظام محدد المدى بالليزر الأساسي لم يجري تشغيله أثناء الاستعدادات السابقة للإطلاق. عملت الفرق على الأرض على حل هذه المشكلة عن طريق إعادة برمجة أوديسيوس لاستخدام البيانات من حمولة ناسا التجريبية، نظام ملاحة دوبلر ليدار للسرعة الدقيقة واستشعار المدى.

### EagleCam لتسجيل الهبوط على سطح القمر
قبل الهبوط مباشرة، على ارتفاع قرابة 30 م (98 قدم) فوق سطح القمر، كان من المقرر أن تقوم مركبة الهبوط أوديسيوس بإخراج CubeSat المجهز بكاميرا EagleCam، والذي كان من المفترض أن يسقط على سطح القمر بالقرب من مركبة الهبوط بسرعة اصطدام تبلغ حوالي 10 م/ث (22 ميل/س). وكان من المخطط أن تحاول كاميرا EagleCam من السطح التقاط أول صور من منظور الشخص الثالث للهبوط على سطح القمر. كان من المفترض أن تستخدم كاميرا EagleCam اتصال Wi-Fi بمركبة الهبوط Odysseus لنقل صورها إلى الأرض.
أُعلن لاحقًا، أنه نظرًا لتعقيدات نظام الملاحة الداخلي لـ Odysseus، اتُخذ قرار بإيقاف تشغيل EagleCam أثناء الهبوط وعدم إخراج الجهاز أثناء نزول Odysseus النهائي. أفاد فريقا IM وEagleCam أنهما ما زالا يخططان لإخراج EagleCam والتقاط صور لمركبة الهبوط على سطح القمر مع استمرار المهمة.

### الهبوط على سطح القمر

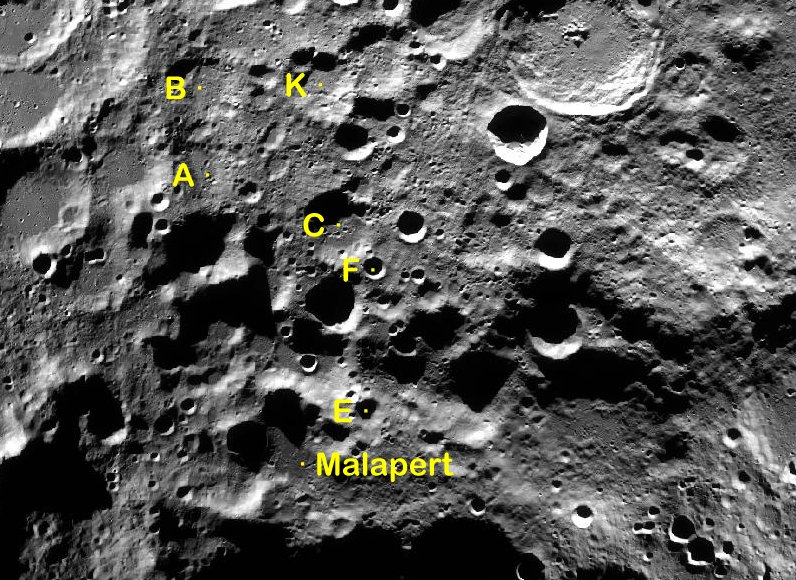
خريطة توضح موقع "حفر الأقمار الصناعية" في مالابرت

كان موقع الهبوط المفضل في عام 2020 بين بحر الصفاء (Mare Serenitatis) وبحر الشدائد (Mare Crisium). بحار القمر هي سهول كبيرة تشكلت عندما تدفقت الحمم البركانية إلى أحواض الاصطدام القديمة. لاحقًا، جرى اختيار موقع المرتفعات القمرية بالقرب من القطب الجنوبي للقمر للهبوط، حيث يُعتقد أن تلك المنطقة بها مصدر للمياه لقاعدة قمرية مستقبلية.
اختيرت منطقة الحفرة Malapert-A على مسافة 300 كـم (190 ميل) من القطب الجنوبي للقمر لأنها تبدو مكانًا مسطحًا وآمنًا نسبيًا بالقرب من القطب للهبوط، وهناك أسبابًا أخرى لاختيارها.
بعد إجراء اختبارات ما قبل الهبوط، بدأت أوديسيوس تسلسل هبوطها في الساعة 23:11 بالتوقيت العالمي (6:11 مساءً بتوقيت شرق الولايات المتحدة) في 22 فبراير وهبطت بالقرب من مالابيرت أ -وهي منطقة من القمر يُشار إلى أنها تحتوي على جليد مائي- في الساعة 23:23 بالتوقيت العالمي (6:23 بالتوقيت العالمي). 23 مساءً بتوقيت شرق الولايات المتحدة). وأكد المراقبون أنهم كانوا يتلقون اتصالات خافتة من مركبة الهبوط. كان يُعتقد في البداية أن مركبة الهبوط في وضع مستقيم، بناءً على القياس عن بعد؛ ولكن تبين لاحقًا أنها انقلبت أثناء الهبوط، لكن الألواح الشمسية والأجهزة موجهة بطريقة تسمح لها بالقيام بوظيفتها. (كانت الحمولة الوحيدة غير العاملة هي مشروع فني ثابت، لأنه كان مواجهًا لسطح القمر.) استهدف الهبوط فوهة Malapert-A، على بعد حوالي 300 كـم (190 ميل) من القطب الجنوبي للقمر. أصبحت أوديسيوس أول مركبة فضائية أمريكية تهبط على سطح القمر منذ مهمة أبولو 17 في عام 1972، وأول مركبة هبوط تجارية ناجحة على سطح القمر وأول مهمة تفعل ذلك باستخدام الوقود الدافع المبرد. قام القمر الصناعي لرصد واستشعار الحفرة القمرية بهبوط قاسي متعمد في عام 2009 بعد خروجه من المدار.

### العمليات السطحية

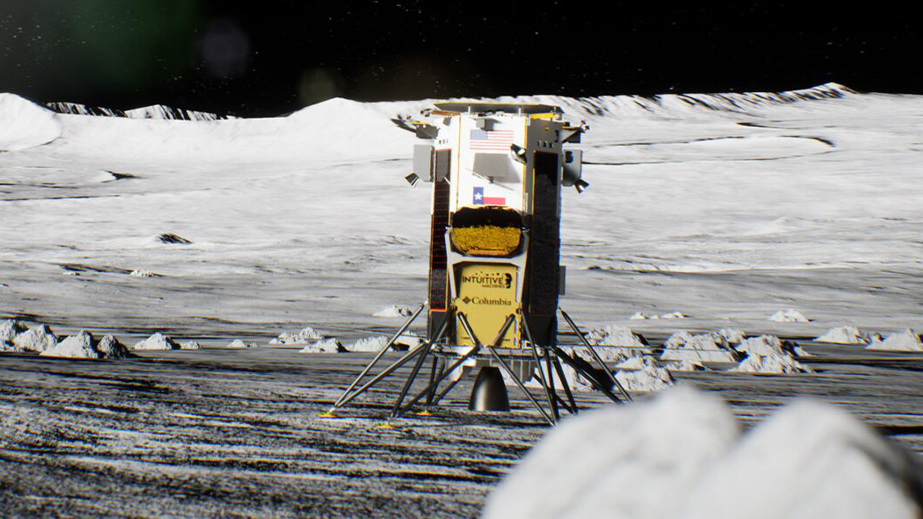
تصوير فني لكيفية هبوط IM-1 في وضع مستقيم

في صباح يوم 23 فبراير، قدمت IM "تحديثًا لليوم الأول لسطح القمر". أفاد التحديث أن مركبة الهبوط IM-1 Odysseus لا تزال "على قيد الحياة وبحالة جيدة"، وأن IM تواصل معرفة المزيد حول المعلومات المحددة للمركبة. كانت شركة Intuitive Machines تعمل مع وكالة ناسا لمعرفة ما إذا كان لا يزال من الممكن عمل جميع الحمولات العلمية.

## روابط خارجية
- شركة Intuitive Machines.